# أتيشباز
أتيشباز هو مجتمع مسلم يوجد في ولاية أوتار براديش في الهند. كما أنهم يشيرون إلى أنفسهم باسم أتيشباز شيخ أو في بعض الأحيان باسم شيخ فقط، وهو أيضًا لقب شائع لمجموعات أخرى. يوجد عدد صغير أيضًا من الأتيشبازيون في مدينة كراتشي، السند الباكستانية.

## الأصل
تعني كلمة أتيشباز حرفيًا صانع الألعاب النارية، والاسم مركب كلمتين فارسيتان، أتيش وتعني النار، وباز تعني اللعب، ويقال إن المجتمع قد اكتسب الاسم بسبب امتهانه التقليدي، والذي كان صناعة الألعاب النارية. وفقًا لتقاليد المجتمع، تم إحضارهم في الأصل من قبل المغول من آسيا الوسطى، لأن أسلافهم كانوا متخصصين في صناعة البارود. مع تراجع إمبراطورية المغول، أخذ المجتمع صناعة الألعاب النارية. يتواجدون بشكل رئيسي في شرق ولاية أوتار براديش، في مناطق ميرزابور وأزامجاره وجونبور وباستي وجوندا وفاراناسي. في فاراناسي، يتواجدون في مناطق كاشيبيورا وأورانجاباد ورام ناجار. يتكلم أتيشباز لغة بوجبوري، على الرغم من أن أتيشباز الأكثر تعليماً يتكلمون أيضًا الأردية. توجد مجموعة منفصلة منأتيشباز في مقاطعتي مراد أباد وعليكره. يتحدث الأتيشباز لغة كاري بولي، وكذلك الأوردية. يعيش عدد صغير من مجتمع أتيشباز أيضًا في منطقة شيخافاتي في راجستان.